# Harpsjön, Ångermanland
Harpsjön är en sjö i Örnsköldsviks kommun i Ångermanland och ingår i Nätraåns huvudavrinningsområde. Sjön har en area på 0,0965 kvadratkilometer och ligger 141,2 meter över havet.

## Delavrinningsområde
Harpsjön ingår i det delavrinningsområde (703158-160493) som SMHI kallar för Utloppet av Harpsjön. Medelhöjden är 180 meter över havet och ytan är 1,5 kvadratkilometer. Det finns inga avrinningsområden uppströms utan avrinningsområdet är högsta punkten. Vattendraget som avvattnar avrinningsområdet har biflödesordning 2, vilket innebär att vattnet flödar genom totalt 2 vattendrag innan det når havet efter 62 kilometer. Avrinningsområdet består mestadels av skog (33 procent), öppen mark (29 procent) och jordbruk (32 procent). Avrinningsområdet har 0,09 kvadratkilometer vattenytor vilket ger det en sjöprocent på 5,8 procent.